# Паклаваям
Паклаваям — река на северо-востоке полуострова Камчатка.
Длина реки — 28 км. Протекает по территории Карагинского района Камчатского края. Впадает в Кичигинский залив.
Название в переводе с корякского Пэклаваям — «трескучая река».

## Данные водного реестра
По данным государственного водного реестра России относится к Анадыро-Колымскому бассейновому округу.
Код объекта в государственном водном реестре — 19060000312120000008724.